# Oliver Prange
Oliver Prange (* 1964) ist ein Schweizer Journalist, Verleger und seit 2012 Chefredaktor der Kulturzeitschrift Du.

## Werdegang
Oliver Prange war 1987 als Redaktor für die Werbewoche und später als Journalist für den Privatfernsehkanal European Business Channel tätig. Später arbeitete er als freier Mitarbeiter für verschiedene Wirtschaftsmedien, unter anderem für das Wirtschaftsmagazin Bilanz. 1996 erfolgte die Übernahme und der Neuaufbau des persönlich-Verlags in Rapperswil SG. Parallel dazu gründete Prange verschiedene Unternehmen im Bereich Customer-Publishing, unter anderem den Denon-Verlag. Zudem war er Chefredaktor der Marketing- und Medien-Zeitung persönlich. Im Sommer 2007 kaufte er die Rechte von Du. Seitdem führt er den im Jahr 1941 gegründeten Titel als Verleger und seit 2012 auch als Chefredaktor.